# Le Pin (Jura)
Le Pin település Franciaországban, Jura megyében. Lakosainak száma 237 fő (2022. január 1.). Le Pin Montain, Chille, L’Étoile, Lavigny, Pannessières, Plainoiseau és Villeneuve-sous-Pymont községekkel határos.

## Népesség
A település népességének változása:
| Lakosok száma | 89   | 179  | 256  | 254  | 256  | 248  | 241  | 238  | 242  | 237  |
|               | 1968 | 1982 | 1990 | 2006 | 2013 | 2015 | 2017 | 2019 | 2020 | 2022 |